# 3307-es mellékút (Magyarország)
A 3307-es számú mellékút egy csaknem 40 kilométer hosszú, négy számjegyű mellékút Borsod-Abaúj-Zemplén vármegye és Hajdú-Bihar vármegye határvidékén; Mezőcsát városa számára biztosít összeköttetést egyrészt a megyeszékhely, Miskolc és az országos közúthálózat e térséget érintő, főbb útvonalai, másrészt pedig a Tisza mellett fekvő Ároktő és a túlsó parti Tiszacsege irányában. Érdekessége, hogy nem végig a szárazföldön halad: a Tisza folyását ugyanis (Ároktő és Tiszacsege között) komppal szeli át.

## Nyomvonala
A 3-as főútból ágazik ki, nagyjából annak a 173. kilométerénél, Nyékládháza belterületének északi szélén, kelet felé. Első méterei után dél-délkeleti irányba fordul és a Kossuth Lajos utca nevet veszi fel, majd alig 300 méter után kiágazik belőle kelet felé az Ónod központjáig húzódó 3602-es út. A központban – majdnem pontosan egy kilométer megtétele után – újabb elágazása következik: ott a 36 311-es számú mellékút válik ki belőle szintén keleti irányban; ez a Budapest–Sátoraljaújhely-vasútvonal Nyékládháza vasútállomását szolgálja ki. E keresztezéstől már a Petőfi Sándor utca nevet viseli, a belterület déli széléig, amit nagyjából másfél kilométer megtétele után ér el. Ott áthalad a 35-ös főút felüljárója alatt, 1,7 kilométer után pedig kissé keletebbnek fordul és átszeli a vasút vágányait.
A szintbeli vasúti kereszteződést elhagyva szinte azonnal egy másik vasútvonal szegődik mellé, a Nyékládháza–Tiszaújváros-vasútvonal, amellyel a következő kilométereken egymás mellett haladnak, a település déli határszélét is együtt szelik át, az út negyedik kilométere közelében. Hejőkeresztúr területén folytatódnak, ahol az út és a vasút újra különválik: előbbi a belterület délnyugati széle mentén halad végig, míg a vasút kissé északabbi irányt véve a falu központján is áthalad. A 3307-esnek Hejőkeresztúr területén egyetlen komolyabb kereszteződése van: az 5+650-es kilométerszelvénye táján kiágazik belőle északkeleti irányban a Muhira vezető 3308-as út.
6,7 kilométer megtétele után átszeli Hejőszalonta határát, majd, még a hetedik kilométerének elérése előtt – felüljárón, csomópont nélkül – áthalad az M30-as autópálya felett (a sztráda itt nagyjából a 9+250-es kilométerszelvénye táján jár). 7,5 kilométer után éri el Hejőszalonta lakott területét, e községnek is a nyugati szélén halad végig, helyi neve – úgy tűnik – nincs is. Már újból külterületek közt jár, amikor, 8,5 kilométer megtétele után kiágazik belőle keleti irányban a Szakáld-Hejőbába felé vezető 3309-es út.
Szinte pontosan a tizedik kilométerénél lép át Hejőpapi területére, de e község határain belül lakott helyeket nemigen érint; a település központját nyugat felől elkerüli, s azon csak a 3312-es út halad keresztül, ami mintegy 13,3 kilométer után ágazik ki a 3307-es útból, kelet-északkeleti irányban. Hejőpapi és Igrici határvonala közelében éri el viszont az M3-as autópálya nyomvonalát, amit felüljárón, csomóponttal keresztez a 14+350-es kilométerszelvénye közelében (a sztráda ugyanitt a 156. kilométere táján jár).
15,5 kilométer teljesítése után az út teljesen Igrici területére ér, ugyanott kiágazik belőle nyugat-délnyugati irányban egy számozatlan, alsóbbrendű önkormányzati út, mely Igrici központjába vezet, 16,6 kilométer után pedig egy újabb elágazáshoz ér: nyugatnak ott a 33 105-ös számú mellékút válik ki belőle – ez Igrici igazi főutcája –, keletnek pedig a 33 312-es; ez a Mezőcsát–Hejőkeresztúr-vasútvonal 2007-ben bezárt Igrici megállóhelyét szolgálta ki.
17.8 kilométer megtételét követően az út átlép Mezőcsát területére, s ott egyúttal kissé nyugatabbi irányt vesz. A városnak előbb a különálló üdülőövezetén halad keresztül, a 19. kilométere közelében, majd kevéssel a 20. kilométere után beér a város lakott területére, ahol a Kossuth utca nevet viseli. A központban két elágazása is van: előbb, a 21+450-es kilométerszelvényénél a Mezőkeresztestől idáig húzódó 3305-ös út torkollik bele nyugat felől, majd alig 200 méterrel arrébb a 3313-as út ágazik ki belőle keleti irányban; ez Hejőkürtig vezet. A két elágazás között a Hősök tere, a másodikat is elhagyva pedig a Szent István utca nevet viseli, így is lép ki a kisváros házai közül, nagyjából 23,5 kilométer megtétele után.
Majdnem pontosan a 27. kilométerétől Ároktő határai között folytatódik, a település lakott területét nagyjából 31,4 kilométer megtétele után éri el. Még a belterület északi széle közelében beletorkollik délnyugati irányból a Poroszlótól idáig húzódó 3302-es út; a község központján a Széchenyi utca néven húzódik végig, és nagyjából 33,4 kilométer megtételét követően lép ki a lakott területről, déli irányban. 34,4 kilométer után éri el a tiszai komp ároktői felhajtóját, s a túlparton már a Hajdú-Bihar vármegyei Tiszacsege területén folytatódik, Rév utca, majd Bocskai utca néven. A komp útvonala is a mellékút részeként számítódik. A település központjának nyugati részén ér véget, beletorkollva a 3315-ös útba, annak majdnem pontosan a 18. kilométerénél.
Teljes hossza, az országos közutak térképes nyilvántartását szolgáló kira.gov.hu adatbázisa szerint 38,815 kilométer.

## Települések az út mentén
- Nyékládháza
- Hejőkeresztúr
- Hejőszalonta
- Hejőpapi
- Igrici
- Mezőcsát
- Ároktő
- Tiszacsege

## Története
1934-ben a kereskedelem- és közlekedésügyi miniszter 70 846/1934. számú rendelete egy rövidebb szakaszát (Hejőkeresztúrtól Nyékládháza északi részéig) elsőrendű főúttá nyilvánította, a maival kevés kivételtől eltekintve csaknem azonos nyomvonalon húzódó 3-as főút részeként. Mezőcsát és Hejőkeresztúr közti szakasza is létezett már akkor, de csak mellékútként.